# Rancho Grande, Novi Meksiko
Rancho Grande je popisom određeno mjesto u okrugu Catronu u američkoj saveznoj državi Novom Meksiku. Prema popisu stanovništva SAD 2010. ovdje su živjela 142 stanovnika. 

## Zemljopis
Nalazi se na 33°40′58″N 108°51′29″W / 33.6826519°N 108.8580869°W 
Prema Uredu SAD-a za popis stanovništva, zauzima 1,13 km2 površine, od čega 1,10 suhozemne.
Nalazi se duž autoceste br. 180.

## Stanovništvo
Prema podatcima popisa 2010. ovdje je bilo 142 stanovnika, 69 kućanstava od čega 44 obiteljska, a stanovništvo po rasi bili su 89,4% bijelci, 0,0% "crnci ili afroamerikanci", 4,2% "američki Indijanci i aljaskanski domorodci", 0,0% Azijci, 0,0% "domorodački Havajci i ostali tihooceanski otočani", 2,8% ostalih rasa, 3,5% dviju ili više rasa. Hispanoamerikanaca i Latinoamerikanaca svih rasa bilo je 12,0%.